# Сербия на «Евровидении-2012»
Сербия приняла участие в конкурсе песни Евровидение-2012 в Баку, Азербайджан. Песню для своего представителя Сербия выбрала через национальный отбор, который организовывал сербский национальный вещатель РТС.

## Национальный отбор
18 ноября 2011 года РТС подтвердил участие Сербии в международном песенном конкурсе Евровидение 2012. В этот же день РТС объявил своего представителя в Баку — Желько Йоксимовича. Это было четвёртое выступление Желько на Евровидении. Ранее он выступал как сольный исполнитель от Сербии и Черногории в 2004 году, композитор песни «Lejla», представлявшая Боснию и Герцеговину в 2006 году, композитор песни «Oro», представлявшей Сербию в 2008 году, а также как ведущий конкурса песни Евровидение 2008 совместно с Йованой Янкович.

## На конкурсе Евровидение
Выбранная конкурсная песня, «Није Љубав Ствар», была исполнена во втором полуфинале конкурса, который состоялся 24 мая 2012 года.